# Coupe de France 1989/90
Het seizoen 1989/90 was het 73ste seizoen van de Coupe de France in het voetbal. Het toernooi werd georganiseerd door de Franse voetbalbond.
Dit seizoen namen er 5672 clubs deel (379 meer dan de recorddeelname uit de seizoenen 1987/88, 1988/89). De competitie ging in de zomer van 1989 van start en eindigde op 2 juni 1990 met de finale in het Parc des Princes in Parijs. De finale werd gespeeld tussen Montpellier Hérault SC (voor de derde keer finalist) en Racing Paris 1 (voor de achtste keer finalist). Montpellier HSC veroverde, 61 jaar nadat de club als SO Montpellier de beker in 1929 won, voor de tweede keer de beker door Racing Paris 1, na verlenging, met 2-1 te verslaan.
Als bekerwinnaar vertegenwoordigde Montpellier HSC Frankrijk in de Europacup II 1990/91.

## Uitslagen

### 1/32 finale
De 20 clubs van de Division 1 kwamen in deze ronde voor het eerst in actie. Dit seizoen bereikte één club uit de Franse overzeese gebieden de landelijke eindronden, uit Réunion bereikte JS Saint-Pierre voor de tweede keer deze ronden. De wedstrijden werden op 16, 17 en 18 februari gespeeld.
| Winnaar               | Uitslag      | Verliezer                |
| --------------------- | ------------ | ------------------------ |
| Montpellier HSC       | 1-0          | Istres Sports            |
| Racing Paris 1        | 3-2 nv       | SCO Angers               |
| AS Saint-Étienne      | 2-1          | AS Angoulême Charentes   |
| Olympique Marseille   | 4-0          | Tours FC                 |
| Olympique Avignon     | 3-2 nv       | AS Monaco                |
| Girondins Bordeaux    | 4-0          | Stade Plabennec          |
| FC Mulhouse           | 2-0          | CS Orne 1919             |
| AS Cannes             | 1-1 ns (4-3) | FC Perpignan             |
| FC Nantes             | 2-0          | SO Cholet                |
| FC Gueugnon           | 0-0 ns (4-3) | US Créteil               |
| US Valenciennes-Anzin | 1-0          | Paris Saint-Germain      |
| Olympique Nîmes       | 1-0          | Olympique Lyon           |
| US Orléans            | 2-1          | Le Havre AC              |
| FC Metz               | 6-0          | FC Montceau-Bourgogne 71 |
| FC Martigues          | 3-1          | SC Bastia                |
| Lille OSC             | 3-0          | Stade Reims              |

| Winnaar                    | Uitslag      | Verliezer                |
| -------------------------- | ------------ | ------------------------ |
| CS Louhans-Cuiseaux        | 1-0          | Olympique Pavilly        |
| CS Sedan                   | 2-1          | AS Beauvais Oise         |
| ECAC Chaumont              | 2-1          | RC Épernay               |
| Gazélec FCO Ajaccio        | 1-0          | SM Caen                  |
| Brest Armorique            | 4-2          | US Saintes               |
| FC Saint-Lô                | 2-2 ns (7-6) | Chamois Niort FC         |
| RC Strasbourg              | 2-0          | FC Sochaux               |
| Olympique Alès en Cévennes | 1-0          | Toulouse FC              |
| AJ Auxerre                 | 1-0          | Red Star 93              |
| Stade Laval                | 1-0          | La Roche Vendée Football |
| Sporting Toulon Var        | 4-1          | AS Aix                   |
| FC Rouen                   | 3-1          | AS Roanne                |
| SA Épinal                  | 2-1          | RC Lens                  |
| Stade Rennes               | 1-0          | AS Saint-Seurin          |
| Clermont FC                | 2-1          | JS Saint-Pierre          |
| AS Nancy                   | 2-1          | OGC Nice                 |

### 1/16 finale
De wedstrijden werden op 10 maart gespeeld.
 * = thuis, ** FC Saint-Lô - Girondins Bordeaux in Caen 
| Winnaar             | Uitslag      | Verliezer                  |
| ------------------- | ------------ | -------------------------- |
| Montpellier HSC *   | 5-1          | CS Louhans-Cuiseaux        |
| Racing Paris 1      | 2-0          | CS Sedan *                 |
| AS Saint-Étienne *  | 1-0          | ECAC Chaumont              |
| Olympique Marseille | 3-1          | Gazélec FCO Ajaccio *      |
| Olympique Avignon   | 1-0          | Brest Armorique *          |
| Girondins Bordeaux  | 8-0          | FC Saint-Lô **             |
| FC Mulhouse *       | 1-1 ns (5-4) | RC Strasbourg              |
| AS Cannes *         | 2-0          | Olympique Alès en Cévennes |

| Winnaar               | Uitslag      | Verliezer             |
| --------------------- | ------------ | --------------------- |
| FC Nantes *           | 2-1          | AJ Auxerre            |
| FC Gueugnon *         | 1-0          | Stade Laval           |
| US Valenciennes-Anzin | 0-0 ns (6-5) | Sporting Toulon Var * |
| Olympique Nîmes       | 1-0 nv       | FC Rouen *            |
| US Orléans *          | 1-0          | SA Épinal             |
| FC Metz *             | 1-1 ns (4-2) | Stade Rennes          |
| FC Martigues *        | 3-0 nv       | Clermont FC           |
| Lille OSC *           | 2-0          | AS Nancy              |

### 1/8 finale
De wedstrijden werden op 10 en 11 april gespeeld.
 * = thuis 
| Winnaar               | Uitslag | Verliezer               |
| --------------------- | ------- | ----------------------- |
| Montpellier HSC *     | 2-0     | FC Nantes               |
| Racing Paris 1 *      | 5-0     | FC Gueugnon             |
| AS Saint-Étienne      | 4-3 nv  | US Valenciennes-Anzin * |
| Olympique Marseille * | 2-0     | Olympique Nîmes         |

| Winnaar              | Uitslag      | Verliezer      |
| -------------------- | ------------ | -------------- |
| Olympique Avignon *  | 2-1          | US Orléans     |
| Girondins Bordeaux * | 4-0          | FC Metz        |
| FC Mulhouse          | 2-0          | FC Martigues * |
| AS Cannes            | 0-0 ns (5-4) | Lille OSC *    |

## Schema
|  | kwartfinale         | kwartfinale     |                     |       | halve finale | halve finale |  |  | finale | finale |
|  |                     |                 |                     |       |              |              |  |  |        |        |
|  |                     |                 |                     |       |              |              |  |  |        |        |
|  | 2 mei               |                 |                     |       |              |              |  |  |        |        |
|  |                     |                 |                     |       |              |              |  |  |        |        |
|  | FC Mulhouse         | 2 (6)           |                     |       |              |              |  |  |        |        |
|  | FC Mulhouse         | 2 (6)           | 24 mei              |       |              |              |  |  |        |        |
|  | AS Saint-Étienne    | 2 (7)           |                     |       |              |              |  |  |        |        |
|  | AS Saint-Étienne    | 2 (7)           | AS Saint-Étienne    | 0     |              |              |  |  |        |        |
|  | 2 mei               |                 | AS Saint-Étienne    | 0     |              |              |  |  |        |        |
|  |                     | Montpellier HSC | 1                   |       |              |              |  |  |        |        |
|  | Avignon Football 84 | Montpellier HSC | 1                   | 0     |              |              |  |  |        |        |
|  | Avignon Football 84 |                 | 2 juni              | 0     |              |              |  |  |        |        |
|  | Montpellier HSC     | 1               |                     |       |              |              |  |  |        |        |
|  | Montpellier HSC     | 1               | Montpellier HSC     | 2     |              |              |  |  |        |        |
|  | 2 mei               |                 | Montpellier HSC     | 2     |              |              |  |  |        |        |
|  |                     | Racing Paris 1  | 1                   |       |              |              |  |  |        |        |
|  | AS Cannes           | Racing Paris 1  | 1                   | 0     |              |              |  |  |        |        |
|  | AS Cannes           | 25 mei          |                     | 0     |              |              |  |  |        |        |
|  | Olympique Marseille | 3               |                     |       |              |              |  |  |        |        |
|  | Olympique Marseille | 3               | Olympique Marseille | 2     |              |              |  |  |        |        |
|  | 2 mei               |                 | Olympique Marseille | 2     |              |              |  |  |        |        |
|  |                     | Racing Paris 1  | 3                   |       |              |              |  |  |        |        |
|  | Racing Paris 1      | Racing Paris 1  | 3                   | 1 (5) |              |              |  |  |        |        |
|  | Racing Paris 1      |                 |                     | 1 (5) |              |              |  |  |        |        |
|  | Girondins Bordeaux  | 1 (4)           |                     |       |              |              |  |  |        |        |
|  | Girondins Bordeaux  | 1 (4)           |                     |       |              |              |  |  |        |        |

## Finale
| 2 juni 1990 – Parc des Princes, Parijs 44.067 toeschouwers Scheidsrechter: Gérard Biguet                                                                                 |               | |
| Montpellier HSC | 2 – 1         | Racing Paris 1 |
| Laurent Blanc 103' Kader Ferhaoui 108' | goals         | 109' David Ginola |
| Michel Mézy | Trainer-coach | Henryk Kasperczak |
| Albert Rust Pascal Baills Franck Lucchesi Júlio César da Silva Laurent Blanc Jean-Claude Lemoult Kader Ferhaoui William Ayache Daniel Xuereb Vincent Guérin Éric Cantona | opstellingen  | Pascal Olmeta Hippolyte Dangbeto Jean-Pierre Bade Jean-Manuel Thétis Michel Milojevic Alim Ben Mabrouk Stéphane Blondeau Aziz Bouderbala 57' Abdeljalil Aïd David Ginola Philippe Avenet. |
| | wissels       | 57' Luis Sobrinho |
| | gele kaarten  | |

1917/18 · 1918/19 · 1919/20 · 1920/21 · 1921/22 · 1922/23 · 1923/24 · 1924/25 · 1925/26 · 1926/27 · 1927/28 · 1928/29 · 1929/30 · 1930/31 · 1931/32 · 1932/33 · 1933/34 · 1934/35 · 1935/36 · 1936/37 · 1937/38 · 1938/39 · 1939/40 · 1940/41 · 1941/42 · 1942/43 · 1943/44 · 1944/45 · 1945/46 · 1946/47 · 1947/48 · 1948/49 · 1949/50 · 1950/51 · 1951/52 · 1952/53 · 1953/54 · 1954/55 · 1955/56 · 1956/57 · 1957/58 · 1958/59 · 1959/60 · 1960/61 · 1961/62 · 1962/63 · 1963/64 · 1964/65 · 1965/66 · 1966/67 · 1967/68 · 1968/69 · 1969/70 · 1970/71 · 1971/72 · 1972/73 · 1973/74 · 1974/75 · 1975/76 · 1976/77 · 1977/78 · 1978/79 · 1979/80 · 1980/81 · 1981/82 · 1982/83 · 1983/84 · 1984/85 · 1985/86 · 1986/87 · 1987/88 · 1988/89 · 1989/90 · 1990/91 · 1991/92 · 1992/93 · 1993/94 · 1994/95 · 1995/96 · 1996/97 · 1997/98 · 1998/99 · 1999/00 · 2000/01 · 2001/02 · 2002/03 · 2003/04 · 2004/05 · 2005/06 · 2006/07 · 2007/08 · 2008/09 · 2009/10 · 2010/11 · 2011/12 · 2012/13 · 2013/14 · 2014/15 · 2015/16 · 2016/17 · 2017/18 · 2018/19 · 2019/20 · 2020/21 · 
2021/22 · 2022/23 · 2023/24 · 2024/25 ·